# Christopher Gadsden
Christopher Gadsden (Charleston, 1724. február 16. – Charleston, 1805. augusztus 28.) amerikai politikus, kereskedő és katonatiszt, a dél-karolinai Patrióták mozgalom kiemelkedő alakja az amerikai forradalom és a függetlenségi háború idején. Dél-Karolina képviselője a Kontinentális kongresszusban, dandártábornok a tizenhárom gyarmat hadseregében (Continental Army), később Dél-Karolina kormányzóhelyettese, valamint a híres Gadsden-zászló alkotója, a libertarianizmus egyik jeles képviselője.

## Élete
Gadsden 1724-ben született Charlestonban, Dél-Karolinában. Apja, Thomas Gadsden, korábban a brit királyi haditengerészetnél szolgált, később vámügyi tisztként dolgozott Charleston kikötőjében. Nagyapja, Edward Gadsden 1672-ben született az angliai Wiltshire megyében, és 1695-ben vándorolt ki Dél-Karolinába. A fiatal Christophert Angliában járatták iskolába, Bristol közelében. 1740-ben tért vissza Amerikába, és Philadelphiában egy kereskedelmi irodában kezdett gyakornokként dolgozni. Apja 1741-es halálakor jelentős vagyont örökölt. 1745 és 1746 között a brit haditengerészet egyik hadihajóján volt ellátmányfelelős, György király háborúja alatt. Később saját kereskedelmi vállalkozásokba kezdett, és 1747-re már annyi pénzt keresett, hogy visszatérhetett Dél-Karolinába, és visszavásárolta azt a földet, amit apja korábban eladott, hogy adósságait rendezze.

### A hétéves háború
Gadsden, mint patrióta nézeteket valló befolyásos kereskedő, komoly ismertségre tett szert Dél-Karolinában. Kereskedelmi tevékenysége sikeres volt, ő építette a charlestoni rakpartot, amely ma is a nevét viseli. A rakpart 1767-es befejezése és 1787, illetve 1803 és 1808 közötti időszak között becslések szerint az összes Afrikából Amerikába hurcolt rabszolga 40%-a – mintegy 100 000 ember – ezen a rakparton lépett amerikai földre. 1759-ben Gadsden egy milícia kapitányaként részt vett egy hadjáratban a cseroki indiánok ellen. Politikai pályája 1757-ben indult, amikor beválasztották a Commons House of Assembly nevű gyarmati törvényhozásba, ahol hamar szembekerült a tekintélyelvű brit királyi kormányzókkal. 1762-es újraválasztása során kisebb szabálytalanságok történtek a szavazás során, amit az akkori kormányzó, Boone, arra használt fel, hogy megtagadja Gadsden eskütételét, és feloszlatta az egész törvényhozást. 1766-ban a gyarmati közgyűlés Gadsdent küldte el New Yorkba a Stamp Act Congress-re, amelyet a Pecséttörvény elleni tiltakozás céljából hívtak össze. Míg más dél-karolinai küldöttek – Thomas Lynch és John Rutledge – részt vállaltak a brit parlament házaihoz intézett kérvények megfogalmazásában, Gadsden ezt elutasította, mivel úgy vélte, a brit parlamentnek egyáltalán nincs joga, hogy ebben az ügyben járjon el. Határozottan támogatta a kongresszus által kiadott Jogok és sérelmek nyilatkozatát, és beszédei felkeltették Samuel Adams figyelmét. Kettejük között tartós levelezés és barátság alakult ki. Gadsdent végül "a dél Sam Adamsének" kezdték nevezni.

### A forradalom alatt
Miután visszatért New Yorkból, Gadsden a charlestoni Sons of Liberty (Szabadság Fiai) nevű paramilitáris szervezet egyik alapítója és vezetője lett. A milíciában hadnagyi rangig emelkedett. 1774-ben megválasztották az Első Kontinentális Kongresszus, majd a következő évben a Második Kontinentális Kongresszus dél-karolinai küldöttévé. 1776 elején azonban elhagyta a Kongresszust, hogy átvegye a Kontinentális Hadsereg 1. Dél-Karolinai Ezredének parancsnokságát, valamint hogy részt vegyen a Dél-Karolinai Tartományi Kongresszus munkájában. 
1776 februárjában John Rutledge, Dél-Karolina állam elnöke Gadsdent dandártábornokká nevezte ki, a tartományi katonai erők parancsnokává. Amikor a britek Charleston megtámadására készültek, Charles Lee vezérőrnagy elrendelte a város körüli állások kiürítését. Rutledge és a helyi tisztek azonban nem értettek ezzel egyet. Végül kompromisszum született: miközben William Moultrie védelmi vonalakat épített ki Sullivan’s Islanden, Gadsden saját pénzén finanszírozta, és meg is építette azt a hidat, amely menekülési útvonalként szolgált volna, ha az állás veszélybe kerül. A brit támadást végül sikerült visszaverni. 
1778-ban Gadsden részt vett annak az alkotmányozó gyűlésnek a munkájában, amely megalkotta Dél-Karolina új alkotmányát. Ugyanabban az évben kormányzóhelyettesnek nevezték ki, Henry Laurenst helyettesítve, aki akkor éppen a Kontinentális Kongresszusban ült. Ezt a tisztséget 1780-ig töltötte be. Az első másfél évben a hivatal megnevezése „Dél-Karolina alelnöke” volt, de az új alkotmány elfogadásával a cím mai formájára, kormányzóhelyettesre (Lieutenant Governor) változott. 
Amikor 1780-ban a britek ostrom alá vették Charlestont, John Rutledge – mint a tanács elnöke – Észak-Karolinába menekült, hogy biztosítsa egy emigráns kormány működésének lehetőségét arra az esetre, ha a város elesne. Gadsden viszont maradt, Rawlins Lowndes kormányzóval együtt. Május 12-én Benjamin Lincoln tábornok megadta magát Henry Clinton brit tábornoknak, és ezzel együtt a kontinentális hadsereg charlestoni helyőrsége is letette a fegyvert. Ugyanekkor Gadsden – mint a polgári kormány képviselője – hivatalosan is átadta a várost a briteknek. Ezt követően házi őrizetbe került: feltételes szabadlábra helyezték, és saját charlestoni otthonába küldték.
Miután Clinton tábornok visszatért New Yorkba, az új brit parancsnok a déli térségben, Charles Cornwallis megváltoztatta a korábbi feltételeket. 1780. augusztus 27-én körülbelül húsz, korábban feltételesen szabadon engedett polgári tisztviselőt – köztük Gadsdent is – letartóztattak, és floridai St. Augustine városába vittek. Amikor megérkeztek, Patrick Tonyn kormányzó felajánlotta nekik, hogy szabadon mozoghatnak a városban, ha újra leteszik a szokásos becsületszóra alapuló fogadalmat (parole). A legtöbben elfogadták ezt az ajánlatot, de Gadsden visszautasította, mondván, a britek már egyszer megszegték a korábbi ígéretüket, és ő nem hajlandó becsületszót adni egy megbízhatatlan rendszernek. Emiatt a következő 42 hetet egyedül töltötte egy börtönben, a régi spanyol erőd, a Castillo de San Marcos egyik zárkájában. Amikor 1781-ben végül szabadon engedték őket, hajóval Philadelphiába szállították őket. Ott Gadsden értesült arról, hogy Cornwallis egyik alvezére, Banastre Tarleton vereséget szenvedett a cowpens-i csatában, és serege Yorktown felé vonult vissza. Gadsden sietve hazatért, hogy segítsen Dél-Karolina polgári kormányzatának helyreállításában. 

### Nézetei a rabszolgaságról
Bár Gadsden szenvedélyesen támogatta John Adams-t – aki ellenezte a rabszolgaságot, és fokozatos eltörlését szorgalmazta – Gadsden maga is tartott rabszolgákat, ahogyan sok más dél-karolinai rizsültetvényes is, akik afrikai rabszolgák munkájára építették mezőgazdasági termelésüket és kereskedelmüket. Kelcey Eldridge A Forgotten Founder: The Life and Legacy of Christopher Gadsden  című könyvében azt írja, hogy „halála idején annyi rabszolgája volt, hogy vagyonát – az ingatlanokat, egyéb javakat és a ‘négerjeit’ – tizenkilenc egyenlő részre lehetett osztani.” Az azonban nem ismert, pontosan hány rabszolgát vásárolt, birtokolt vagy dolgoztatott élete során.

### Utolsó évei
Gadsdent visszaválasztották Dél-Karolina képviselőházába, amely akkoriban Jacksonboróban ülésezett. Ezen az ülésen Randolph kormányzó és a ténylegesen kormányzó Rutledge is lemondott hivataláról. A képviselők Gadsdent választották meg új kormányzónak, de ő visszautasította a tisztséget, mert egészségi állapota megromlott a hosszú fogság miatt, és az adott helyzetben aktív, cselekvőképes kormányzóra volt szükség, mivel a britek ekkor még nem vonultak ki Charlestonból. Így lett John Mathews az új kormányzó 1782-ben. Gadsden 1788-ban tagja volt annak az állami gyűlésnek is, amely ratifikálta az Egyesült Államok alkotmányát – ő maga a ratifikáció mellett szavazott. 
Gadsden 1805. augusztus 28-án hunyt el Charlestonban, egy véletlen baleset következtében – elesett és halálos sérülést szenvedett. Charlestonban temették el, a Szent Fülöp-templom temetőkertjében. 

## A Gadsden-zászló

A Gadsden-zászló

A Gadsden-zászló megalkotásának története szorosan összefügg az amerikai függetlenségi mozgalom kezdeti szakaszával és Christopher Gadsden hazafias tevékenységével. Christopher Gadsden delegált volt a Kontinentális kongresszusban, és aktív vezetője volt a forradalmi mozgalomnak Dél-Karolinában. A forradalmi tengerészgyalogosok zászlójaként ő ajánlotta fel a saját tervezésű zászlót Esek Hopkins tengernagynak, az újonnan alakult kontinentális haditengerészet főparancsnokának. Ezért is viseli a lobogó az ő nevét. A Gadsden-zászló a korai amerikai függetlenségi törekvések ikonikus jelképe lett, a szabadság és az önrendelkezés jelképévé vált. Bár az évtizedek során különféle politikai csoportok is használták (időnként ellentmondásos kontextusban is), eredeti jelentése az amerikaiak eltökélt ellenállását és szabadságvágyát fejezte ki a brit uralommal szemben.